# Halič
Halič (węg. Gács) – wieś (obec) na Słowacji położona w kraju bańskobystrzyckim, w powiecie Łuczeniec. Pierwsze wzmianki o miejscowości pochodzą z roku 1200. 
Według danych z dnia 31 grudnia 2012, wieś zamieszkiwało 1681 osób, w tym 847 kobiet i 834 mężczyzn.
W 2001 roku rozkład populacji względem narodowości i przynależności etnicznej wyglądał następująco:
- Słowacy – 93,68%
- Czesi – 0,3%
- Niemcy – 0,12%
- Romowie – 2,03%
- Ukraińcy – 1,37%
- Węgrzy – 1,91%

Ze względu na wyznawaną religię struktura mieszkańców kształtowała się w 2001 roku następująco:
- Katolicy rzymscy – 71,48%
- Grekokatolicy – 0,3%
- Ewangelicy – 16,65%
- Prawosławni – 1,43%
- Ateiści – 8,29%
- Nie podano – 1,79%